# Mario Pretto
Mario Pretto (né le 7 octobre 1915 à Schio, dans la province de Vicence en Vénétie et mort le 2 avril 1984 à Campinas, au Brésil) est un joueur et entraîneur de football italien.

## Biographie
Après avoir passé une première partie de sa carrière dans le club de sa ville natale à l'AC Schio, Mario Pretto part en 1937 pour jouer dans le club de l'AC Naples, où il évolue tout le reste de sa carrière. 
Il fait ses débuts en Serie A le 3 octobre 1937 lors d'un match Napoli-Milan AS (1-1). 
En dix saisons dans le championnat italien, il a en tout joué 223 matchs, dont 178 en première division.
Après sa retraite de joueur, il devient entraîneur à partir de 1950, année à partir de laquelle il prend les commandes de l'équipe de Bolivie qui dispute la coupe du monde 1950. 
Mario Pretto quitte la sélection la même année après l'élimination cuisante 8-0 dès le premier tour contre le futur champion du monde, l'Uruguay.